# Armeeseelsorger
Armeeseelsorger (Asg) ist eine Funktionsbezeichnung der Schweizer Armee.

Feldprediger am Altar, 1914–1918

Sie wurde bis 31. Dezember 2003 Feldprediger (Fpr) genannt; damit wurden katholische oder evangelische Militärgeistliche bezeichnet. Auf katholischer Seite gab es zusätzlich noch den Fpr Diakon und den Fpr PastAss (Pastoralassistent). Heute heissen alle Angehörigen des Dienstzweiges Armeeseelsorge Armeeseelsorger. Seit der Einführung der eidgenössischen Militärorganisation 1874 bekleideten Feldprediger den Grad eines Hauptmanns; dies gilt auch heute noch für die Armeeseelsorger. In der Schweizer Armee gibt es im Gegensatz zu anderen Armeen keine Gradhierarchie unter den Armeeseelsorgern. Auch der Asg-Dienstchef einer Brigade oder Territorialregion ist Hauptmann, ebenso der Chef-Armeeseelsorger. Armeeseelsorger müssen eine kirchliche Ordination besitzen, eine militärische und eine kirchliche Empfehlung zum Dienst als Armeeseelsorger haben, militärdiensttauglich sein und (in der Regel) mindestens eine Rekrutenschule geleistet haben. Nach Absolvierung eines Kurses für Armeeseelsorge werden sie befördert und einem militärischen Verband zugeteilt.
Bereits bei der Einführung waren die damaligen Feldprediger für alle Konfessionen zuständig. Dies ist nach dem konfessionell geprägten Sonderbundskrieg keine Selbstverständlichkeit. Seit 2021 sind auch muslimische, jüdische sowie freikirchliche Seelsorger im Dienst der Armee.
Siehe auch: Militärseelsorge (Deutschland)